# Ареография

Карта Марса. Нулевой меридиан принят проходящим через кратер Эйри-0

Ареография (греч. Άρης, Марс + греч. γραφία «описание») — наука, изучающая поверхность Марса, его природные условия и климат (ср. география как аналогичная наука о Земле).
Две трети поверхности Марса занимают светлые области, около трети — тёмные участки. Последние сосредоточены главным образом в южном полушарии планеты, между 10 и 40° широты. В северном полушарии есть только две крупные тёмные области — Ацидалийская равнина и Большой Сирт.

## Основные регионы
Характер тёмных участков до сих пор остаётся предметом споров. Они сохраняются, несмотря на то, что на Марсе бушуют пылевые бури. В своё время это служило доводом в пользу предположения, что тёмные участки покрыты растительностью. Сейчас полагают, что это просто участки, с которых, в силу их рельефа, легко выдувается пыль. Крупномасштабные снимки показывают, что на самом деле тёмные участки состоят из групп тёмных полос и пятен, связанных с кратерами, холмами и другими препятствиями на пути ветров. Сезонные и долговременные изменения их размера и формы связаны, по-видимому, с изменением соотношения участков поверхности, покрытых светлым и тёмным веществом.
Полушария Марса довольно сильно различаются по характеру поверхности. В южном полушарии поверхность находится на 1—2 км над средним уровнем и густо усеяна кратерами. Эта часть Марса напоминает лунные материки. На севере большая часть поверхности находится ниже среднего уровня, здесь мало кратеров, и основную часть занимают относительно гладкие равнины, вероятно, образовавшиеся в результате затопления лавой и эрозии. Такое различие полушарий остаётся предметом дискуссий. Граница между полушариями следует примерно по большому кругу, наклонённому на 30° к экватору. Граница широкая и неправильная и образует склон в направлении на север. Вдоль неё встречаются самые эродированные участки марсианской поверхности.
Выдвинуто две альтернативных гипотезы, объясняющих асимметрию полушарий. Согласно одной из них, на раннем геологическом этапе литосферные плиты «съехались» (возможно, случайно) в одно полушарие, подобно континенту Пангея на Земле, а затем «застыли» в этом положении. Другая гипотеза предполагает столкновение Марса с космическим телом размером с Плутон.
Большое количество кратеров в южном полушарии предполагает, что поверхность здесь древняя — 3—4 млрд. лет. Выделяют несколько типов кратеров: большие кратеры с плоским дном, более мелкие и молодые чашеобразные кратеры, похожие на лунные, кратеры, окружённые валом, и возвышенные кратеры. Последние два типа уникальны для Марса — кратеры с валом образовались там, где по поверхности текли жидкие выбросы, а возвышенные кратеры образовались там, где покрывало выбросов кратера защитило поверхность от ветровой эрозии. Самой крупной деталью ударного происхождения является равнина Эллада (примерно 2100 км в поперечнике).
В области хаотического ландшафта вблизи границы полушарий поверхность испытала разломы и сжатия больших участков, за которыми иногда следовала эрозия (вследствие оползней или катастрофического высвобождения подземных вод), а также затопление жидкой лавой. Хаотические ландшафты часто находятся у истока больших каналов, прорезанных водой. Наиболее приемлемой гипотезой их совместного образования является внезапное таяние подповерхностного льда.

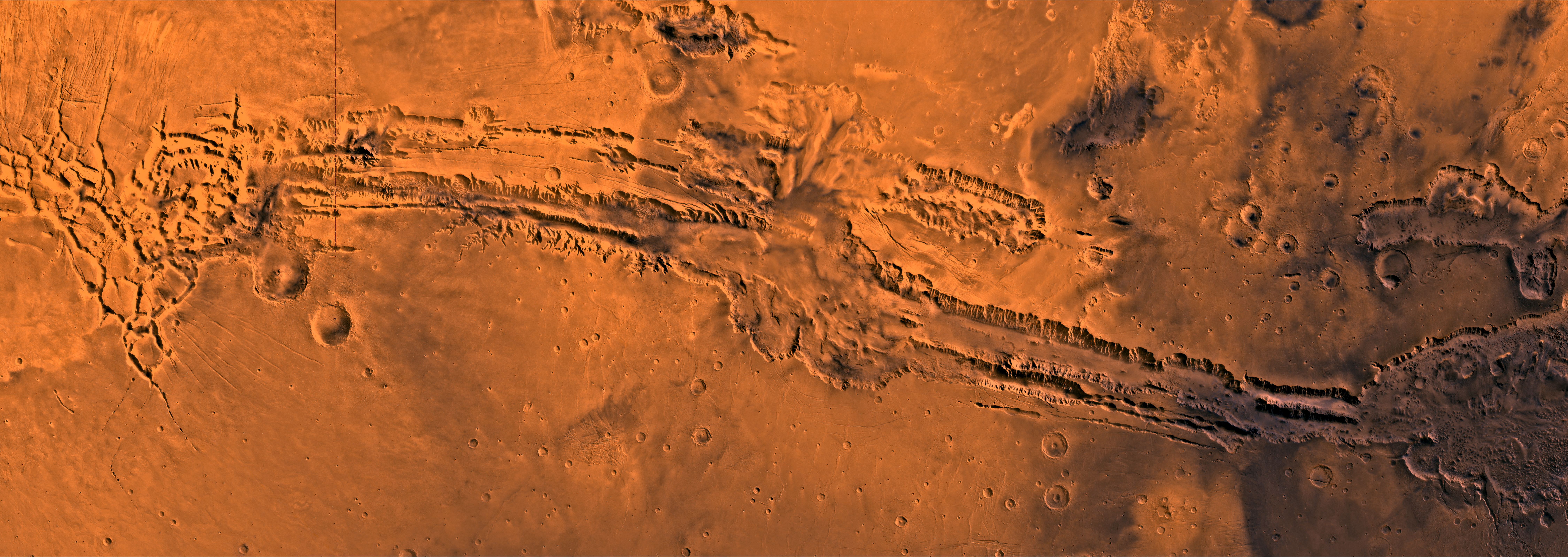
Долины Маринер на Марсе.

В северном полушарии, помимо обширных вулканических равнин, находятся две области крупных вулканов — Фарсида и Элизий. Фарсида — обширная вулканическая равнина протяжённостью 2000 км, достигающая высоты 10 км над средним уровнем. На ней находятся три крупных щитовых вулкана — гора Арсия, гора Павлина и гора Аскрийская. На краю Фарсиды находится высочайшая на Марсе и высочайшая известная в Солнечной системе гора Олимп. Олимп достигает 27 км высоты по отношению к его основанию и 25 км по отношению к среднему уровню поверхности Марса, и охватывает площадь 550 км диаметром, окружённую обрывами, местами достигающими 7 км высоты. Объём Олимпа в 10 раз превышает объём крупнейшего вулкана Земли Мауна-Кеа. Здесь же расположено несколько менее крупных вулканов. Элизий — возвышенность до шести километров над средним уровнем, с тремя вулканами — купол Гекаты, гора Элизий и купол Альбор.
По другим данным, высота Олимпа составляет 21 287 метров над нулевым уровнем и 18 километров над окружающей местностью, а диаметр основания — примерно 600 км. Основание охватывает площадь 282 600 км². Кальдера (углубление в центре вулкана) имеет ширину 70 км и глубину 3 км.
Возвышенность Фарсида также пересечена множеством тектонических разломов, часто очень сложных и протяжённых. Крупнейший из них — долины Маринер — тянется в широтном направлении почти на 4000 км (четверть окружности планеты), достигая ширины 600 и глубины 7—10 км; по размерам этот разлом сравним с Восточноафриканским рифтом на Земле. На его крутых склонах происходят крупнейшие в Солнечной системе оползни. Долины Маринер являются самым большим известным каньоном в Солнечной системе. Каньон, который был открыт космическим аппаратом «Маринер-9» в 1971 году, мог бы занять всю территорию США, от океана до океана.

## Лёд и полярные шапки

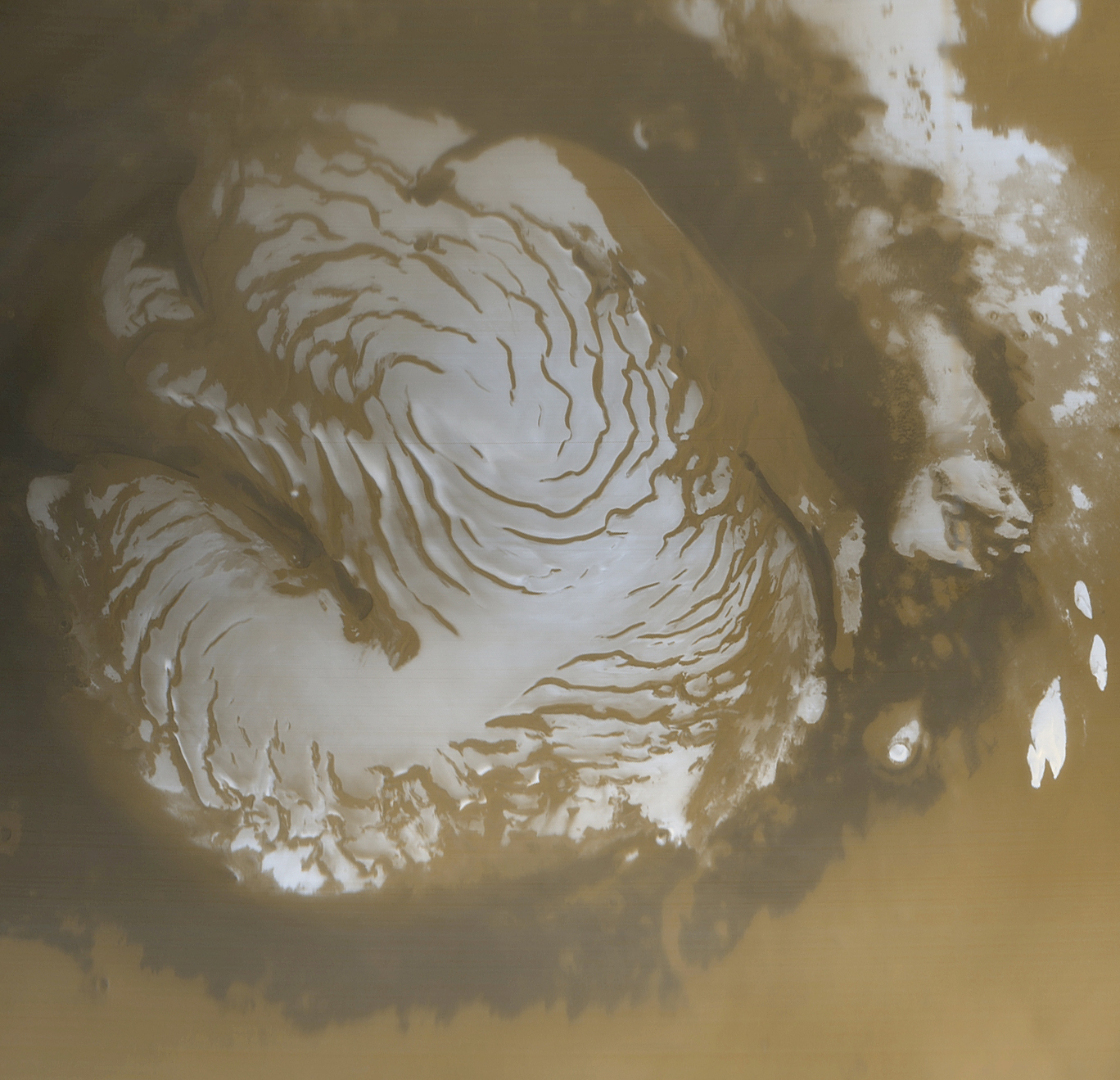
Северная полярная шапка в летний период, фото Марс Глобал Сервейор. Длинный широкий разлом, рассекающий шапку слева — Каньон Северный.

Внешний вид Марса сильно изменяется в зависимости от времени года. Прежде всего, бросаются в глаза изменения полярных шапок. Они разрастаются и уменьшаются, создавая сезонные явления в атмосфере и на поверхности Марса. Полярные шапки в максимуме разрастания могут достигать широты 50°. Диаметр постоянной части северной полярной шапки составляет 1000 км. По мере того, как весной полярная шапка в одном из полушарий отступает, детали поверхности планеты начинают темнеть.
Северная и Южная полярные шапки состоят из двух составляющих: сезонной — углекислого газа и вековой — водяного льда. По данным со спутника «Марс Экспресс», толщина шапок может составлять от 1 м до 3,7 км. Аппарат «Марс Одиссей» обнаружил на южной полярной шапке Марса действующие гейзеры. Как считают специалисты НАСА, струи углекислого газа с весенним потеплением вырываются вверх на большую высоту, унося с собой пыль и песок.
В 1784 году астроном У. Гершель обратил внимание на сезонные изменения размера полярных шапок, по аналогии с таянием и намерзанием льдов в земных полярных областях. В 1860-е годы французский астроном Э. Лиэ наблюдал волну потемнения вокруг тающей весенней полярной шапки, что тогда было истолковано гипотезой о растекании талых вод и росте растительности. Спектрометрические измерения, которые были проведены в начале XX века в обсерватории Ловелла во Флагстаффе В. Слайфером, однако, не показали наличия линии хлорофилла — зелёного пигмента земных растений.
По фотографиям «Маринера-7» удалось определить, что полярные шапки имеют толщину в несколько метров, а измеренная температура 115 K (-158 °C) подтвердила возможность того, что она состоит из замёрзшей углекислоты — «сухого льда».
Возвышенность, которая получила название гор Митчелла, расположенная близ южного полюса Марса, при таянии полярной шапки выглядит как белый островок, поскольку в горах ледники тают позднее, в том числе и на Земле.
Данные аппарата Mars Reconnaissance Orbiter позволили обнаружить под каменистыми осыпями у подножия гор значительный слой льда. Ледник толщиной в сотни метров занимает площадь в тысячи квадратных километров, и его дальнейшее изучение способно дать информацию об истории марсианского климата.

## Русла «рек» и другие особенности

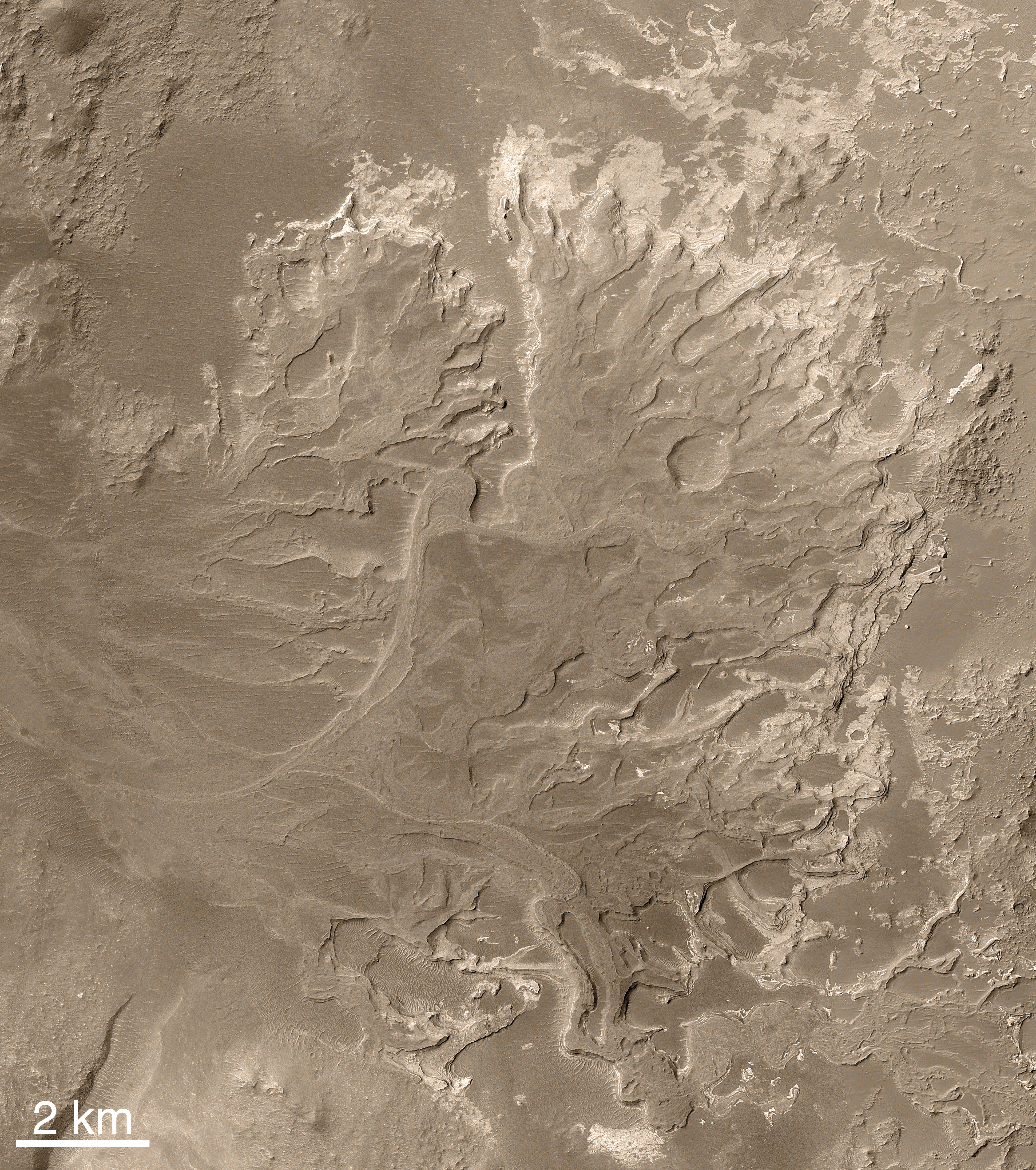
Дельта высохшей реки в кратере Эберсвальде (фото Mars Global Surveyor).

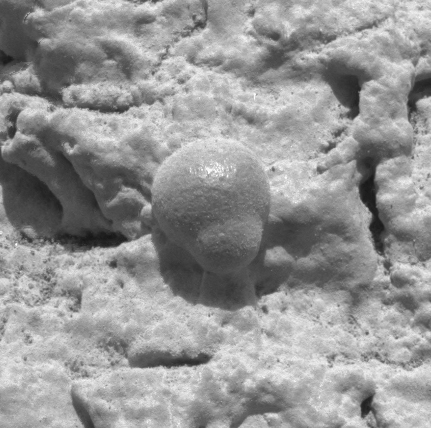
Микроскопическое фото конкреции гематита размером 1,3 см в марсианском грунте, снятое марсоходом «Оппортьюнити» 2 марта 2004 года, что свидетельствует о присутствии в геологическом прошлом воды в жидком состоянии.

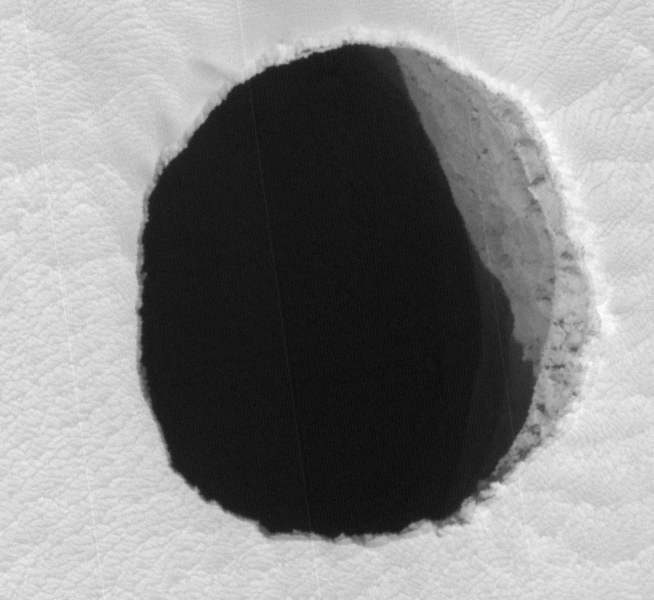
Т. н. «чёрная дыра» (колодец) диаметром более 150 м на поверхности Марса. Видна часть боковой стенки. Склон горы Арсия (фото «Марсианского разведывательного спутника»).

На Марсе имеется множество геологических образований, напоминающих водную эрозию, в частности, высохшие русла рек. Согласно одной из гипотез, эти русла могли сформироваться в результате кратковременных катастрофических событий и не являются доказательством длительного существования речной системы. Однако последние данные свидетельствуют о том, что реки текли в течение геологически значимых промежутков времени. В частности, обнаружены инвертированные русла (то есть русла, приподнятые над окружающей местностью, на Земле подобные образования формируются благодаря длительному накоплению плотных донных отложений с последующим высыханием и выветриванием окружающих пород). Кроме того, есть свидетельства смещения русел в дельте реки при постепенном поднятии поверхности.
В юго-западном полушарии, в кратере Эберсвальде обнаружена дельта реки площадью около 115 км². Намывшая дельту река имела в длину более 60 км.
Данные марсоходов НАСА «Спирит» и «Оппортьюнити» свидетельствуют также о наличии воды в прошлом (найдены минералы, которые могли образоваться только в результате длительного воздействия воды). Аппарат «Феникс» обнаружил залежи льда непосредственно в грунте.
Кроме того, обнаружены тёмные полосы на склонах холмов, свидетельствующие о появлении жидкой солёной воды на поверхности в наше время. Они появляются вскоре после наступления летнего периода и исчезают к зиме, «обтекают» различные препятствия, сливаются и расходятся. «Сложно представить, что подобные структуры могли сформироваться не из потоков жидкости, а из чего-то иного», — заявил сотрудник НАСА Ричард Зурек.
28 сентября 2012 года на Марсе обнаружены следы пересохшего водного потока. Об этом объявили специалисты американского космического агентства НАСА после изучения фотографий, полученных с марсохода «Кьюриосити», на тот момент работавшего на планете лишь семь недель. Речь идёт о фотографиях камней, которые, по мнению учёных, явно подвергались воздействию воды.
На вулканической возвышенности Фарсида обнаружено несколько необычных глубоких колодцев. Судя по снимку аппарата «Марсианский разведывательный спутник», сделанному в 2007 году, один из них имеет диаметр 150 метров, а освещённая часть стенки уходит в глубину не менее чем на 178 метров. Высказана гипотеза о вулканическом происхождении этих образований.
На Марсе имеется необычный регион — Лабиринт Ночи, представляющий собой систему пересекающихся каньонов. Их образование не было связано с водной эрозией, и вероятная причина появления — тектоническая активность. Над Лабиринтом Ночи образуются облака, которые могут довольно точно копировать его структуру.

## Грунт

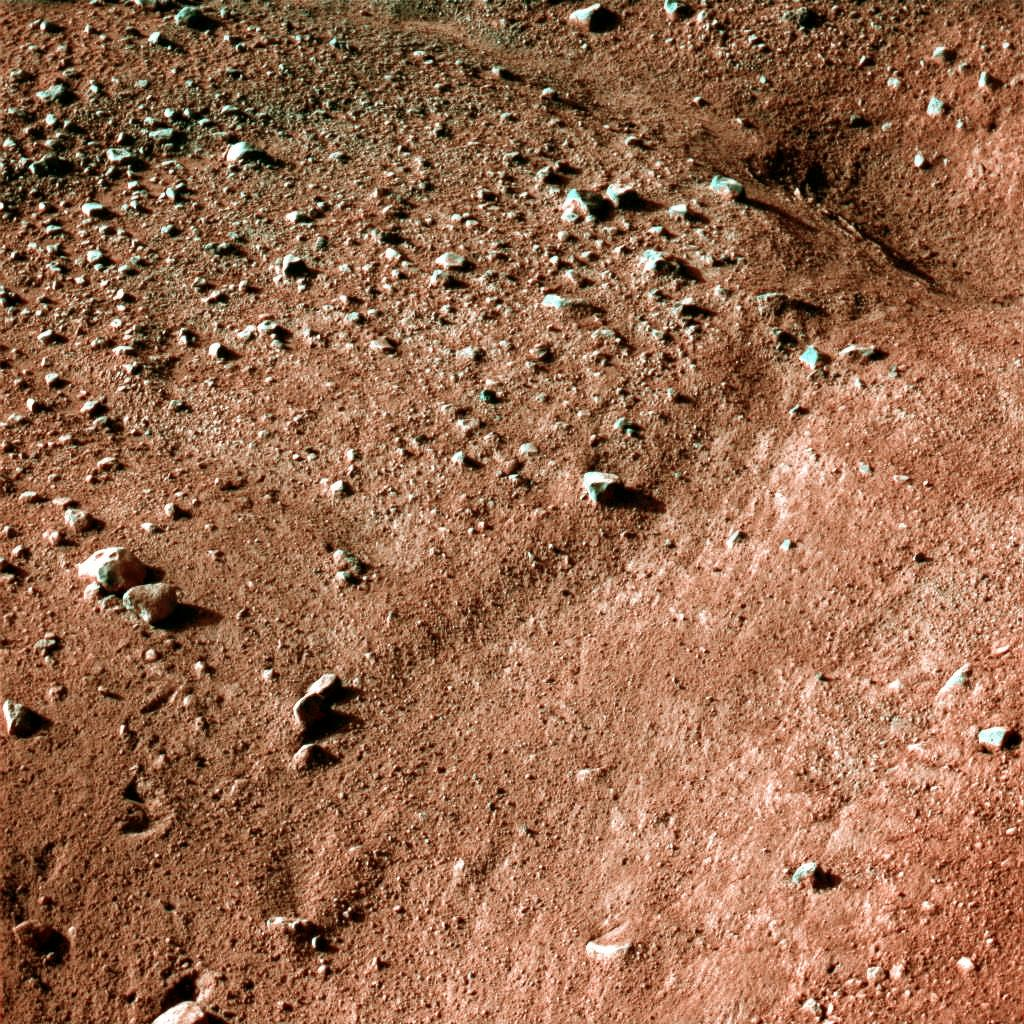
Фотография марсианского грунта в месте посадки аппарата «Феникс»

Элементный состав поверхностного слоя марсианской почвы, определённый по данным посадочных аппаратов, неодинаков в разных местах. Основная составляющая почвы — кремнезём (20—25 %), содержащий примесь гидратов оксидов железа (до 15 %), придающих почве красноватый цвет. 
Имеются значительные примеси соединений серы, кальция, алюминия, магния, натрия (единицы процентов для каждого).
Согласно данным американского зонда «Феникс» (посадка на Марс 25 мая 2008 года), соотношение pH и некоторые другие параметры марсианских почв близки к земным, и на них теоретически можно было бы выращивать растения. «Фактически, мы обнаружили, что почва на Марсе отвечает требованиям, а также содержит необходимые элементы для возникновения и поддержания жизни как в прошлом, так и в настоящем и будущем», сообщил ведущий исследователь-химик проекта Сэм Кунейвс. Также, по его словам, данный щелочной тип грунта многие могут встретить на «своём заднем дворе», и он вполне пригоден для выращивания спаржи.
В месте посадки аппарата в грунте имеется также значительное количество водяного льда. Орбитальный зонд «Марс Одиссей» также обнаружил, что под поверхностью красной планеты есть залежи водяного льда. Позже это предположение было подтверждено и другими аппаратами, но окончательно вопрос о наличии воды на Марсе был решён в 2008 году, когда зонд «Феникс», севший вблизи северного полюса планеты, получил воду из марсианского грунта.
Данные, полученные марсоходом «Кьюриосити» и обнародованные в сентябре 2013 года, показали, что содержание воды под поверхностью Марса гораздо выше, чем считалось ранее. В породе, из которой брал образцы марсоход, её содержание может достигать 2 % по весу.
Марсианская дихотомия — названная учёными разница в геологической структуре южного и северного полушарий Марса.